# وادي النقمي
وادي النقمي أحد أودية المدينة المنورة.

## الموقع
يقع الوادي شمال المدينة المنورة٬ وينحدر من أعلى مصبه في اتجاه الجنوب ويميل نحو الغرب حتى يدخل المدينة المنورة٬ ويشمل هذا الوادي على جانبيه عددًا كبيرًا من الآثار الإسلامية٬ من أهمها القصر الكبير.

## التاريخ
وادي النقمي ورد ذكره في كتب السير والمؤرخين لتاريخ طيبة، وقد يسميه البعض وادي النعمى بالعين المهملة بدل القاف، تيمنًا وتحاشيًا للأسماء غير المستحبة، لأن النقمي من النقمة، والنعمى من النعمة، وهما نقيضان. وادي النقمي يمر شمال جبل وعيرة وجبل أحد ثم يصبّ في وادي إضم (وادي الحمض) في القسم المعروف بالخليل، قال عنه السمهودي: « وادٍ بالمدينة يلقى سيول المدينة وهو النقمي أسفل من عين أبي زياد بالغابة». ويقول العياشي: «وادي النقمي يتجمع ماؤه مما يسيل من جبال حمر وشهب وتعرف عند البادية بالضليعات الحمر والضليعات الأشيهبات (جمع أشهب)». ويجري شمال جبال وعيرة، وقد وجد في وادي النقمي بعض المعالم والآثار تعود إلى عصور إسلامية مبكرة منها: بقايا القصور والدور والقنوات المائية وهذا يدل على أن تلك المنطقة كانت مستوطنة في تلك العصور.
جاء ذكر وادي النقمي في غزوة الأحزاب قال ابن إسحاق: «وأقبلت غطفان يوم الخندق ومن تبعها من أهل نجد حتى نزلوا بذنب نقمي إلى جانب أحد». وفي النقمي كانت مزرعة لعبد الله بن الزبير عرفت خلال العصور التاريخية (ببركة الزبير)، وقد جاء ذكر وادي النقمي في غزوة الأحزاب، كما أن وادي النقمي هو بداية الطريق لغزوة خيبر حيث خرج رسول الله إلى غزوة خيبر مارًا بهذا الوادي ثم صعودًا عبر وادي صهوان ثم ينحدر إلى وادي الغميس ومنه إلى الشدادي وهو مورد ماء قديم.

## الآثار
وقد شيد هذا القصر من الحجارة الجرانيتية٬ ولم يتبَق منه سوى أساساته الحجرية٬ وملحق بهذا القصر مزرعة تبعد عنه نحو 200 متر في الاتجاه الشمالي الغربي. ويقع المدخل الرئيس للقصر بالواجهة الغربية٬ وينقسم القصر من الداخل إلى خمس وحدات٬ وكل وحدة تضم عددًا من الغرفٕ وإلى الغرب من هذا القصر مسجد صغير مستطيل المسقط يبلغ أبعاده 4.50 متر طولًا، وعرضًا 6.2 متر٬ ويتبعه مجموعة من الوحدات المعمارية تحيط به، وهي سد لحجر مياه السيول ويحمي القصر منها٬ ويقع خلف القصر من الناحية الشرقية، ويبعد عنه 8.60 متر٬ وقناة مياه تمد القصر باحتياجه اليومي من المياه٬ وحوض مياه بالجهة الغربية من القصر ويبعد عنه 16.40 متر٬ وهو مستطيل الشكل تبلغ أبعاده متر في 5.60 متر.